# Amancio Amaro Varela
Amancio Amaro Varela (gallec: Amancio Amaro)  (la Corunya, 16 d'octubre de 1939 - Madrid, 21 de febrer de 2023) fou un futbolista espanyol que va jugar al Deportivo de La Coruña i al Reial Madrid. És considerat un dels millors jugadors gallecs de tots els temps. Va ser internacional amb la selecció espanyola.

## Carrera de club
De petit va començar a jugar a futbol al Vizcaya, un modest equip de La Corunya, i va passar a jugar al Victoria amb quinze anys.
A la temporada 1958/59 va signar pel Deportivo de La Coruña, de Segona divisió espanyola de futbol. A la primera temporada va aconseguir l'ascens a primera, on va començar a interessar a diversos clubs. Al juny de 1962 va fitxar pel Reial Madrid, sent una aposta personal del president blanc, Santiago Bernabéu.
Va debutar a la Copa d'Europa el 6 de setembre del 1962 davant l'Anderlecht belga, empatant a 3 gols. Va jugar com a titular la final de la Copa d'Europa de 1964, que el Madrid va perdre contra l'Inter de Milà per 1 a 3 al Praterstadion de Viena, la primera victòria del club italià en la competició. També va jugar com a titular la final de la Copa d'Europa de 1966, que el Madrid va guanyar contra el FK Partizan per 2 a 1 a l'Estadi Heysel, de Brussel·les, la sisena Copa d'Europa madridista.
Es va retirar el 1976 passant a formar part de la secretaria tècnica del Reial Madrid i entrenant els juvenils durant una temporada.

## Internacional
Va jugar amb la selecció nacional 42 partits, debutant a Bucarest l'1 de juliol del 1962 davant Romania. Va aconseguir guanyar l'Eurocopa del 1964, disputada a Espanya, guanyant a la final a la Unió Soviètica.

## Entrenador
Després d'haver entrenat una temporada als juvenils del Reial Madrid, el 1982 va entrenar el Castella, amb el nou president Luis de Carlos.
A la segona temporada davant el Castella, va guanyar el títol de Segona divisió espanyola de futbol, amb un conjunt format per l'anomenada Quinta del Buitre. Butragueño, Míchel, Sanchís, Martín Vázquez i Pardeza formaven part d'aquell equip.
A la temporada 1984/85 va entrenar el primer equip, encara que els resultats no van ser bons, i va abandonar el càrrec, que tornaria a ocupar Luis Molowny.

## Palmarès

### Com a jugador
| Títol              | Equip              | País    | Any  |
| ------------------ | ------------------ | ------- | ---- |
| Lliga espanyola    | Reial Madrid       | Espanya | 1963 |
| Lliga espanyola    | Reial Madrid       | Espanya | 1964 |
| Eurocopa de futbol | Selecció espanyola | Espanya | 1964 |
| Lliga espanyola    | Reial Madrid       | Espanya | 1965 |
| Copa d'Europa      | Reial Madrid       | Espanya | 1966 |
| Lliga espanyola    | Reial Madrid       | Espanya | 1967 |
| Lliga espanyola    | Reial Madrid       | Espanya | 1968 |
| Lliga espanyola    | Reial Madrid       | Espanya | 1969 |
| Trofeu Pitxitxi    | Reial Madrid       | Espanya | 1969 |
| Trofeu Pitxitxi    | Reial Madrid       | Espanya | 1970 |
| Copa del Rei       | Reial Madrid       | Espanya | 1970 |
| Lliga espanyola    | Reial Madrid       | Espanya | 1972 |
| Copa del Rei       | Reial Madrid       | Espanya | 1974 |
| Lliga espanyola    | Reial Madrid       | Espanya | 1975 |
| Copa del Rei       | Reial Madrid       | Espanya | 1975 |
| Lliga espanyola    | Reial Madrid       | Espanya | 1976 |

### Com a entrenador
| Títol          | Equip    | País    | Any  |
| -------------- | -------- | ------- | ---- |
| Segona Divisió | Castella | Espanya | 1984 |